# Comando Conjunto de las Fuerzas Armadas
El Comando Conjunto de las Fuerzas Armadas (CCFA) es el órgano de ejecución del Ministerio de Defensa a cargo de las Fuerzas Armadas del Perú. Fue creado por Decreto Supremo n.º 002-GM/1 del 1 de febrero de 1957, nombrando primer presidente del CCFA al general de división Manuel Cossio Cossio.
Su misión consiste en realizar el planeamiento, preparación, coordinación y conducción de las operaciones militares de las Fuerzas Armadas.
El Comando Conjunto de las Fuerzas Armadas tiene subordinados a los Comandos Operacionales y Comandos Especiales, con los cuales realiza las operaciones militares que se requieran para la Defensa y el cumplimiento de las tareas que disponga el poder ejecutivo.

## Historia
Los orígenes del Comando Conjunto de las Fuerzas Armadas se remontan a la década de 1950, cuando los Estados Mayores de las instituciones militares estudiaron las experiencias del empleo operativo de las fuerzas durante la Segunda Guerra Mundial, poniendo de manifiesto la necesidad de que las Fuerzas Armadas peruanas contaran con una organización conjunta permanente, i. e., una unidad de mando que en el planeamiento de las operaciones y ejecución de cualquier conflicto armado encontrara la cohesión de todos los medios militares (Ejército del Perú), aéreos (Fuerza Aérea del Perú) y navales (Marina del Perú) de la nación.
Ante esta necesidad, las Escuelas de Guerra y el Centro de Altos Estudios Militares presentaron un proyecto de factibilidad para crear una nueva organización donde se realice el planeamiento de la defensa nacional de manera permanente en tiempos de paz y guerra, involucrando en esta tarea a las tres instituciones militares.
Con el Decreto Supremo del 3 de septiembre de 1956, se designó una comisión para el estudio del proyecto de ley para la constitución y normar legalmente el funcionamiento de los organismos de Defensa Nacional, integrada por los generales de brigada José del Carmen Marín Arista, Félix Huamán Izquierdo y Alfredo Rodríguez Martínez por el Ejército; el Contralmirante Alfonso Souza Armandoz, los capitanes de navío Hernán Vásquez Lapeyre y Carlos Monge Gordillo, por la Marina de Guerra, y los mayores generales Guillermo Van O’rdt León, Carlos Moya Alvarado junto a Guillermo Alegre Soriano por la Fuerza Aérea.
Uno de los primeros resultados de las actividades de la Comisión fue la presentación del Proyecto de Creación del Comando Conjunto de las Fuerzas Armadas, que fue finalmente aprobado por D. S. N.º 002-GM/1 del 1 de febrero de 1957, designándose como primer Presidente del CCFA al general de división Manuel Cossio Cossio.
Los cambios que se han producido a lo largo de los años en los entornos global, regional y nacional relacionados con la seguridad y la defensa han producido algunas modificaciones estructurales y organizativas en el Comando Conjunto de las Fuerzas Armadas.
Inicialmente, contaba con un organigrama estructural con un presidente del Comando Conjunto de las Fuerzas Armadas, una jefatura de Estado Mayor y sus correspondientes divisiones y oficinas autónomas. Debido a la época del terrorismo en Perú, se amplió el campo de acción del Estado Mayor, creándose el Frente Interno con su propia Subjefatura de Estado Mayor, por lo que el Comando Conjunto contaba con dos Subjefaturas, una para el Frente Interno para atender la situación terrorista en general y otra para el Frente Externo para atender los problemas de seguridad y defensa nacional.
Cuando se logró la pacificación en el Frente Interno, se levantó el estado de emergencia en la mayor parte del territorio, y en 2002 la estructura organizativa volvió a una única Jefatura de Estado Mayor con sus tradicionales divisiones y oficinas autónomas.
El mismo año, a las seis (06) Divisiones de Estado Mayor tradicionales se incrementa con la 7.ª División denominada Centro del Derecho Internacional Humanitario y Derecho de la Guerra el cual trabaja en estrecha coordinación con organismos de apoyo como el Comité Internacional de la Cruz Roja.
En 2008, el jefe del Comando Conjunto de las Fuerzas Armadas aprobó la reestructuración del Estado Mayor Conjunto, así como la creación de la Escuela Superior de las Fuerzas Armadas, junto con la intensificación de las operaciones en el VRAEM, que son los principales logros que contribuyen a la consolidación de la institución como el gran motor estratégico militar de la nación.
Actualmente, el Comando Conjunto es una brigada multipropósito cuyas funciones se han diversificado para garantizar la independencia, soberanía e integridad, la participación en el orden interno, la gestión del riesgo de desastres y la política exterior y desarrollo nacional.
Durante el 2017, ante fenómenos naturales como las inundaciones ocasionadas por el fenómeno de El Niño, el Comando ha podido evidenciar la necesidad de la preparación, capacitación y equipamiento para enfrentar los desastres de este tipo. En ese sentido, el Comando ha puesto a disposición todos los recursos humanos y logísticos para ayudar a sus compatriotas afectados, principalmente en las zonas norte y sur del país.
Sin embargo, cabe resaltar que su labor estratégica se circunscribe a la defensa y protección de las fronteras y a la lucha contra los remanentes terroristas y el narcotráfico en el Valle de los Ríos Apurímac, Ene y Mantaro (VRAEM), donde actualmente las Fuerzas Armadas del Perú tienen la misión de recuperar la paz y el orden en beneficio de la población.

## Organización

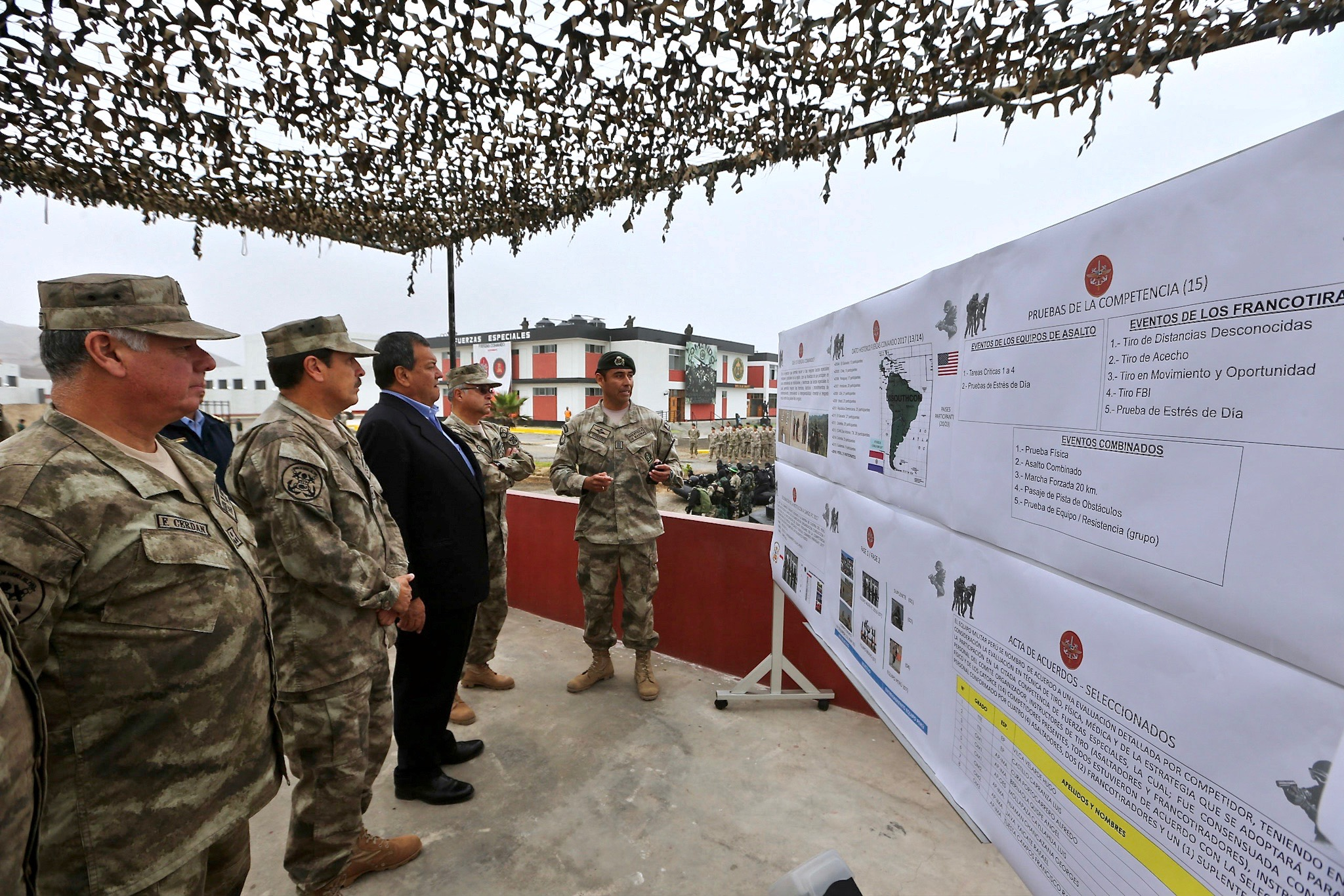
El Comando Conjunto analiza con el ministro de Defensa, Jorge Nieto Montesinos, el concurso Fuerzas Comando 2017 del Comando Sur

El Comando Conjunto de las Fuerzas Armadas se encuentra organizado de la siguiente manera:
- Presidente del Comando Conjunto de las Fuerzas Armadas
  - Oficina de Asuntos Nacionales
  - Oficina de Asuntos Internacionales
  - Oficina General de Administración
  - Oficina de Planes, Programas, Presupuesto y Racionalización
  - Oficina de Asesoría Jurídica
  - Oficina de Enlace de la Policía Nacional del Perú
  - Órgano de Control Institucional
- Inspector general
- Jefe del Estado Mayor Conjunto de las Fuerzas Armadas
  - 1.ª División de Personal (1.ª DIEMCFA)
  - 2.ª División de Inteligencia (2.ª DIEMCFA)
  - 3.ª División de Operaciones (3.ª DIEMCFA)
  - 4.ª División de Logística (4.ª DIEMCFA)
  - 5.ª División de Planes y Política (5.ª DIEMCFA)
  - 6.ª División de Comando y Control (6.ª DIEMCFA)
  - 7.ª División de Preparación y Evaluación de las FF. AA. (7.ª DIEMCFA)
  - 8.ª División de Operaciones de Información (8.ª DIEMCFA)
  - 9.ª División de Frente Externo (9.ª DIEMCFA)